# Cosmopolitan Girl
Cosmopolitan Girl é um álbum de compilação da boy band porto-riquenha Menudo, lançado no Peru em 1993, pela gravadora Discos Hispanos. O trabalho foi lançado apenas em K7 e sua lista de faixas inclui doze canções lançadas pelo grupo entre 1984 e 1993, nos álbuns Reaching Out (1984), Ayer y hoy (1985), Menudo (1985) e Sons of Rock (1987). Além disso, foram adicionados dois singles que aparecem pela primeira vez em um álbum da discografia do Menudo: "Dancin', Movin', Shakin" (1992) e a faixa-título, lançada pouco antes do lançamento do álbum, também em 1993.
Embora as canções venham de álbuns lançados por diferentes formações do grupo, a capa apresenta uma fotografia da formação de 1993, composta pelos cantores Abel Talamántez, Alexis Grullón, Andy Blázquez, Ashley Ruiz e Ricky López — alguns dos quais fariam parte da última formação do Menudo antes do grupo ser reformulado e intitulado MDO, em 1997. Apesar de só surgir em 1997, os integrantes do grupo já se referiam a si mesmo como MDO, desde 1993, como observado na letra da canção "Cosmopolitan Girl".

## Canções
Lançado exclusivamente em fita cassete (também conhecido como K7), o álbum reúne doze faixas organizadas em dois lados (A e B), mesclando canções já presentes em álbuns anteriores do grupo com duas músicas inéditas em outras coletâneas ou álbuns de estúdio do quinteto. As faixas foram retiradas de diferentes álbuns: "Gimme Rock", "Motorcycle Dreamer", "If You're Not Here (By My Side)", "Fly Away" e "Because of Love" são do álbum Reaching Out (1984); "Acércate" faz parte de Ayer y hoy (1985); "Hold Me" integra o álbum Menudo, lançado em 1985; e  "You Got Potential", "Good Loving" e "I Will" vêm de Sons of Rock (1987).  A faixa-título, "Cosmopolitan Girl", e "Dancin', Movin', Shakin" não foram incluídas em nenhum outro álbum do grupo.
"Dancin', Movin', Shakin'" é uma canção em inglês que foi lançada em janeiro de 1992, após o sucesso do álbum Detrás de tu mirada (1991) em países como o Peru, mas acabou não entrando para a lista final do álbum que o sucedeu, o intitulado 15 años (1992). A faixa foi produzida, composta e arranjada por Mickey Garcia e Elvin Molina, foi disponível comercialmente em disco de vinil 12" e k7 single. Os cantores divulgaram a canção na TV peruana, além de incluí-la em concertos realizados em Lima, e outras cidades do interior do Peru. Segundo Hector Rosas, do jornal mexicano El Norte, "Dancin', Movin', Shakin'" fez bastante sucesso nas rádios.
A faixa que dá nome ao álbum, foi lançada em um extended play (EP) sob o selo da gravadora McGillis Records, adicionalmente incluindo versões remixadas. A canção combina elementos de pop e hip hop  em sua estrutura. A letra fala sobre garotas que encantam os integrantes da banda, com uma abordagem voltada ao universo jovem. A produção é de Mickey Garcia, com autoria de G. Rodriguez e o single foi publicado nos Estados Unidos pela Rhythm Trax. Os remixes incorporam diferentes gêneros musicais, como funk, rave, house e reggae. A revista Billboard fez uma crítica favorável ao single, com o crítico afirmando que apesar da performance vocal competente dos integrantes e do potencial da melodia em termos de apelo comercial, a versão original de "Cosmopolitan Girl" peca por uma produção fraca e superficial. Segundo ele, as versões remixadas tentaram abraçar diversos estilos musicais ao mesmo tempo, o que acabou prejudicando a coesão e clareza da música.

## Divulgação
Em 1993, o grupo Menudo retornou ao Peru com a nova formação para apresentações em programas de televisão e shows ao vivo, e mesmo após mais de uma década de existência e várias mudanças de integrantes, a banda ainda contava com uma base sólida de fãs adolescentes no país. A compilação Cosmopolitan Girl foi lançada com o objetivo de aproveitar a boa repercussão que os artistas vinham obtendo na época.
Nesse contexto, um show ocorrido no Club Lawn Tennis de la Exposición, em Lima, reuniu cerca de cinco mil fãs, número que excedia a capacidade do local. Cerca de vinte minutos após o início da apresentação, a multidão avançou em direção ao palco, provocando um tumulto que resultou na morte da jovem Cecilia Huamán, de quinze anos, por asfixia, além de deixar cerca de duzentas pessoas feridas. O grupo, que só soube do ocorrido após o show, prestou homenagem à fã com a canção "Mil ángeles", incluída no álbum de 1994 Imagínate..., inspirada em uma carta que ela havia escrito.

## Desempenho comercial
Por ter sido um lançamento exclusivo do Peru, o álbum foi lançado com uma tiragem relativamente pequena (dado o número de habitantes do país), e se tornou um artigo raro para os fãs do grupo. Em 28 de março de 2018, a versão remixada da canção "Cosmopolitan Girl", intitulada "Radio Mix", atingiu a posição de número 66 na parada musical semanal do iTunes em território peruano.

## Lista de faixas
- Créditos adaptados da fita cassete Cosmopolitan Girl, de 1993,[15] e do site Menudo Peru.[16]

| Lado A |                           |                              |                        |         |  |
| N.º    | Título                    | Compositor(es)               | Vocalista principal    | Duração |  |
| 1.     | "Cosmopolitan Girl"       | G. Rodriguez                 | Menudo - Formação 1993 | 4:02    |  |
| 2.     | "You Got Potential"       | A. R. Scott, M. Jay          | Angelo Garcia          | 3:42    |  |
| 3.     | "Gimme Rock"              | Monroy, Pagan, Seijas, Villa | Robby Rosa             | 2:27    |  |
| 4.     | "Acercate"                | A. Monroy, C. Villa          | Charlie Massó          | 4:04    |  |
| 5.     | "Good Loving"             | A. Resnick, R. Clark         | Ruben Gomez            | 3:29    |  |
| 6.     | "Dancin', Movin', Shakin" | Mickey Garcia, Elvin Molina  | Menudo - Formação 1992 | 3:28    |  |

| Lado B |                                   |                                         |                     |         |  |
| N.º    | Título                            | Compositor(es)                          | Vocalista principal | Duração |  |
| 1.     | "Motorcycle Dreamer"              | Pagan, Villa, Edgardo Díaz              | Ricky Meléndez      | 3:17    |  |
| 2.     | "Hold Me"                         | H. Rice                                 | Robby Rosa          | 4:10    |  |
| 3.     | "If You're Not Here (By My Side)" | Díaz, Monroy, Pagan, Villa              | Robby Rosa          | 4:27    |  |
| 4.     | "Fly Away"                        | Díaz, Monroy, Pagan, Villa              | Robby Rosa          | 3:06    |  |
| 5.     | "Because of Love"                 | Pagan, Villa, Julio Seijas, Eddy Guerin | Robby Rosa          | 3:47    |  |
| 6.     | "I Will"                          | Papo Gely                               | Sergio Gonzalez     | 3:03    |  |